# Conservadurismo en Venezuela

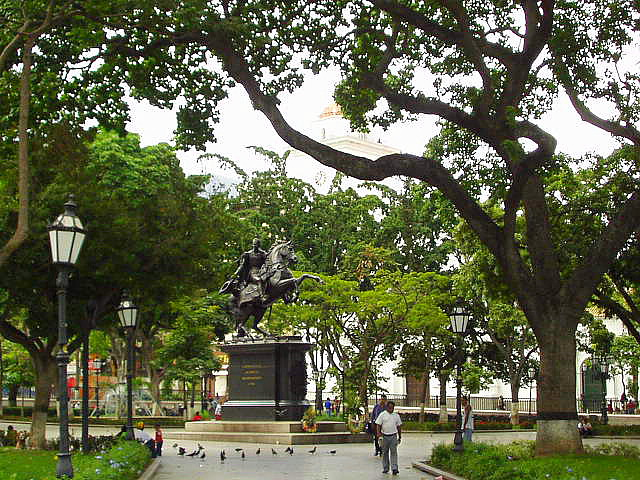
Simón Bolívar es considerado uno de los mayores representantes del pensamiento conservador venezolano.

El conservadurismo en Venezuela o conservadurismo venezolano es un término utilizado para referirse a un amplio sector político, social y cultural de carácter heterogéneo, variando con el paso del tiempo y en ocasiones llegando a englobar a figuras inconexas o en conflicto entre sí.
Entre las ideas básicas que han defendido los grupos conservadores a lo largo de la historia del país se encuentran el apego a las tradiciones, el respeto por la familia y la religión. Estos movimientos se han identificado en el espectro político a la derecha y extrema derecha aunque con algunas marcadas diferencias sobre todo en materia económica. Algunas corrientes favorecieron el proteccionismo y la intervención estatal, mientras que las corrientes modernas defendieron el neoliberalismo y la reducción del Estado.
Durante la guerra de independencia, los líderes de dicho proceso proclamaban un nuevo Estado bajo los principios del liberalismo clásico, frente a los defensores de la metrópoli. Algunos historiadores consideran que aquellos liberales no tenían diferencias ideológicas notables con los conservadores, excepto el independentismo. La ideología conservadora tuvo un rol central durante diversos gobiernos y personalidades desde los tiempos de la independencia y entre sus figuras primordiales se encontraban los militares Simón Bolívar y José Antonio Páez.
Desde el siglo XX algunas corrientes conservadoras fueron haciendo mayor énfasis una sociedad basada en el pragmatismo económico y culturalmente conservadora dentro de la diversidad social y racial del país.

## Historia

### Época colonial
Para algunos autores las ideas conservadoras se comenzaron a desarrollar durante la época colonial. Durante este periodo se estableció una sociedad profundamente jerarquizada dividida en castas en la cual la propiedad era uno de valores fundamentales. La jerarquización de la sociedad se justificaba por un presunto un mandato divino lo que influía en la poca movilidad social que provocaba que la riqueza se concentrara en los españoles y los blancos criollos de la élite, denominados mantuanos.
Para el escritor Manuel Vicente Magallanes se implantaron relaciones de poder que se sostenían por medio de la obediencia a las autoridades tradicionales así como en los principios del aristotelismo, escolasticismo y la doctrina de la Iglesia católica, rechazando el libre análisis o la experimentación.

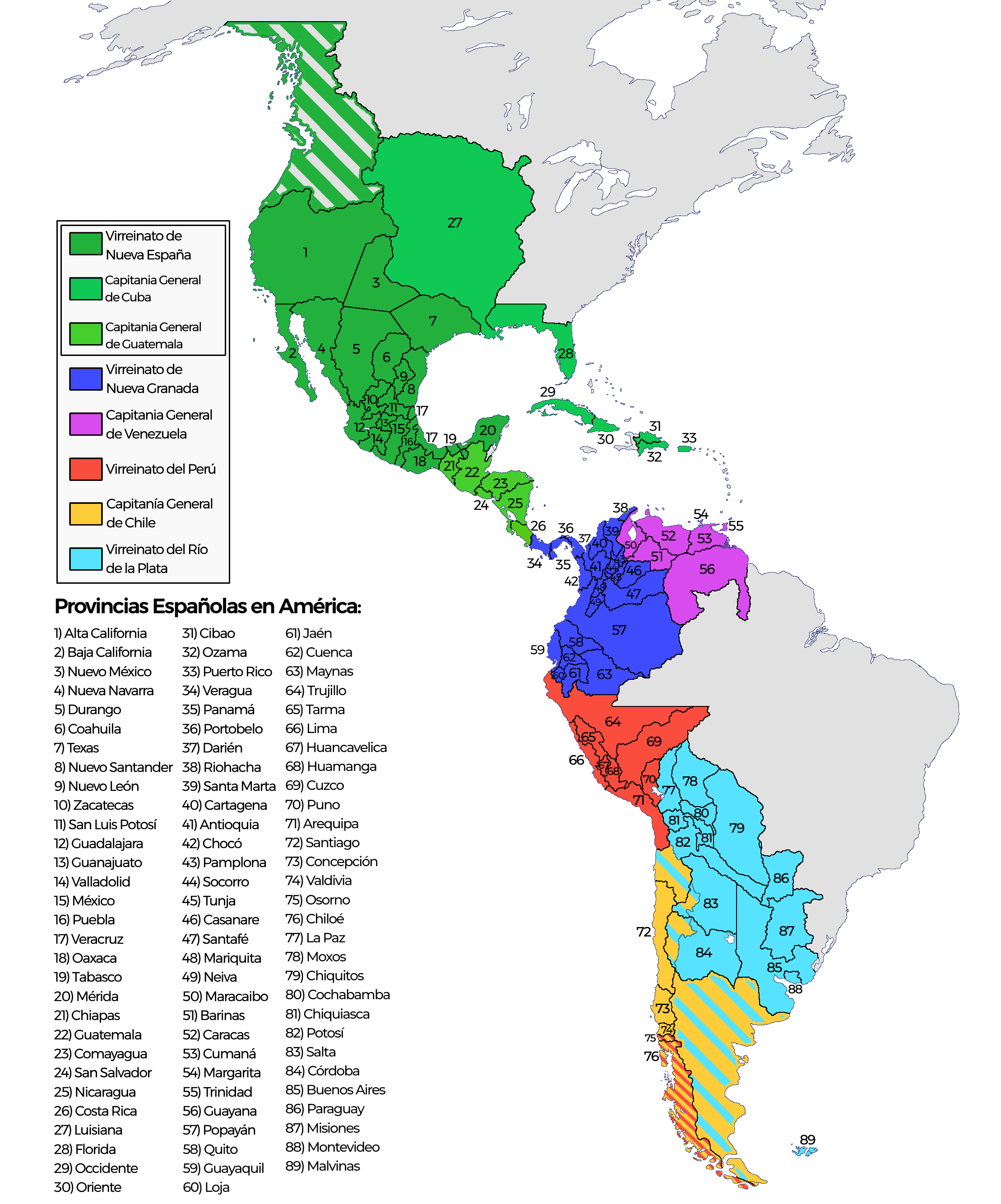
América española hacia el año 1800, en color azul claro véase la Capitanía general de Venezuela.

Estos elementos provocaron una sociedad de profundas raíces conservadoras donde el cambio era difícil y estos debían provenir de las decisiones de la metrópoli. Entre algunas de las instituciones que mantenían el poder se encontraba las autoridades reales y las casas comerciales. Estos grupos junto con los mantuanos generalmente se mostraron con recelo a las nuevas ideas y al cambio político.
Otra de las instituciones que mayor peso tendría en la sociedad colonial fue la Iglesia católica siendo una de las mayores promotoras de la defensa del orden establecido. Esta institución tuvo un papel relevante en el proceso de formación educativa y adoctrinamiento de la población por medio de la evangelización.
En 1687 se publicaron las Constituciones Synodales del Obispado de Venezuela, y Santiago de León de Caracas que establecían una serie de normas para la Iglesia y la sociedad. En estas se dejaba en evidencia la supremacía de los blancos criollos y la subordinación de los demás estratos. Se declararon a los blancos criollos como «padres de familia» encargados del cuidado de los negros, indios y mestizos denominados como «multitud promiscual» y que, según el texto episcopal, estaban incapacitados para la vida civilizada.
En los siglos posteriores la Iglesia se convirtió en uno de los pilares defensores de las ideas conservadores en el país y tendría entre sus principales intereses el monopolio privado de la educación y la lucha en contra de las separación entre el Estado y la Iglesia.
Con el paso de los años la rigidez de la sociedad comenzó a cambiar. El reformismo borbónico y la debilidad de la monarquía española permitió algunas reformas en el orden establecido. Se comenzaron a difundir nuevas ideas relativas a una sociedad más abierta y autónoma de Madrid a través de la fundación de escuelas y universidades establecidas por la Orden de los Jesuitas y el contrabando de obras sobre la ilustración y el liberalismo.
Estos cambios se comenzaron a evidenciar tras la conspiración de Gual y España en 1794, uno de los primeros intentos independentistas, aunque el mismo generó el rechazo de los «grandes cacaos» provocando su fracaso. Diversas personalidades del escenario político, económico y militar leales a España mostraron su rechazo a las ideas de la Revolución francesa y se oponían a un posible proceso emancipador en las colonias de la Corona española.

### SigloXIX

#### Guerra de independencia
Una vez ocurrido los sucesos del 19 de abril de 1810 los defensores de la Corona conformaron la Junta Conservadora de los Derechos de Fernando VII. Las confrontaciones ideológicas entre los realistas y republicanos llevó a que algunos de los líderes patriotas calificaran a los realistas como conservadores por su oposición al cambio. Sin embargo, durante la guerra de independencia parte de la élite y los dirigentes republicanos mantuvieron un actitud ambivalente a estos cambios.
La parte más conservadora de la clase dirigente se mostraba contraria a los partidarios locales del jacobinismo y no concebía el proceso de independencia como una lucha moral, sino económica. Estos veían a la monarquía como un obstáculo para el progreso debido a las limitaciones al comercio que imponía a las colonias por lo que esperaban que la independencia fuera solo una transición de poder a los criollos. Mientras que el sector más liberal concebía a la independencia como un proceso de transformación profunda social e igualitaria.
Para varios historiadores uno de los principales referentes del conservadurismo venezolano y latinoamericano fue el militar Simón Bolívar. Para el historiador Tomás Straka Bolívar pasó de un pensamiento radical y jacobino de su juventud a uno pragmático, definido como un conservadurismo liberal. El escritor Víctor Andrés Belaúnde llegó a expresar que Bolívar trató de establecer una república conservadora que trataba de organizarse «entre dos utopías». Por un lado la del federalismo y la democracia y por el otro la monarquía.
Por su parte el historiador Manuel Caballero llegó a calificar a Bolívar como un reaccionario y precursor del fascismo que deseaba imponer un Estado conservador, autoritario, militarista y un imperialismo panamericano. Mientras que el historiador Germán Carrera Damas consideró a Bolívar como el «teórico fundamental del restablecimiento de la estructura de poder interna de la sociedad».
Entre 1811 y 1812, durante la Primera República, Bolívar mostró su apoyo a los sectores más radicales de la Sociedad Patriótica. Estos sectores apoyaban las ideas de la igualdad, democracia y libertad, pero evitaron conceder derechos a los estratos económicos más bajos. La falta de concesiones aunado a los odios raciales y al marcado regionalismo provocó la falta de legitimidad y el rechazo a la república gobernada por los blancos criollos que desataría una cruenta guerra civil que por momentos se convertiría en una guerra racial.
El fracaso de la Primera República provocaría un cambio en el pensamiento de Bolívar. Según Straka, Bolívar pensó que el exceso de liberalidad del régimen generó la anarquía y el colapso, aunque estas tesis no fueron compartidas por una parte de los sectores civiles y liberales que opinaban que el fracaso se debió a la falta de más democracia y federalismo.

Bandera usada durante la Segunda República de Venezuela y la Guerra a Muerte

En 1813 se estableció la Segunda República luego de que Bolívar junto con sus tropas invadiera Venezuela y lograra tomar Caracas hecho por el cual se le concedió el título del Libertador. El nuevo gobierno encontró fuerte resistencia y rechazo, lo que llevó a Bolívar a poner en práctica medidas impopulares para tratar de mantener la república. Entre estas se encontraban la instauración de una dictadura y la declaración de la Guerra a Muerte.
Las medidas no solo no lograron salvar a la república, sino que fueron uno de los factores detonantes que provocaron una rebelión encabezada por el caudillo José Tomás Boves que al mando de ejércitos compuestos principalmente por mestizos, negros y pobres desató la violencia sobre la élite blanca acabando con la república en 1814.
El nuevo fracaso iría consolidando el pensamiento conservador en Bolívar. En la Carta de Jamaica de 1815 comenzó a esbozar sus ideas de una república centralista necesitada de gobiernos «paternales» y su rechazo por los estilos de gobiernos de tipo liberal y democráticos a los que no consideraba aptos para el país debido a la falta de «virtud» de sus habitantes.
Para algunos autores, en la carta Bolívar también mostró estar plenamente identificado con ideas eurocentricas y la defensa de la propiedad privada. En la carta mencionaba que Europa, en la que no incluía a España, debía haber «preparado y ejecutado» el proyecto de la independencia de América, debido a que este era el «medio legítimo y seguro de adquirirse establecimientos ultramarinos de comercio».

#### Gran Colombia
Tras la instauración de la Gran Colombia Bolívar profundizó en sus ideas que servirían de base a la formación de su doctrina política. En el discurso de Angostura de 1819 continuaría considerando la inviabilidad del federalismo y la democracia en el país, poniendo como ejemplo el estudio de la constitución británica.
En su discurso propuso la formación de un senado hereditario compuesto por «hombres virtuosos» que formarían una especie de Cámara de los Lores que serían los encargados de servir de contrapeso para el gobierno y para el pueblo debido a la falta de virtudes que, según Bolívar, existían entre la población. En estas ideas pudo tener influencia el concepto del poder neutro o conservador de Benjamín Constant que había sido leído por Bolívar y que tenía por objetivo evitar los periodos de anarquía como El Terror.
También abogaba por un presidente con amplios poderes similares a los de un rey que fue calificado por sus críticos como un «Santo Oficio republicano» y el establecimiento de un Poder Moral inspirado en leyes de la antigua Grecia y Roma que serviría para «regenerar» el carácter del pueblo regresando a la supuesta superioridad de las viejas tradiciones.
La difusión del discurso y sus propuestas generaron tanto rechazo como aceptación. Desde sectores liberales comenzaron a identificar a Bolívar como un reaccionario y preocuparse de que quisiera hacerse nombrar rey. En 1819 miembros del Congreso de Angostura mostraron su preocupación por la aplicación del Poder Moral. Lo calificaron como impracticable y una especie de «inquisición moral, no menos funesta ni menos horrible que la religiosa».

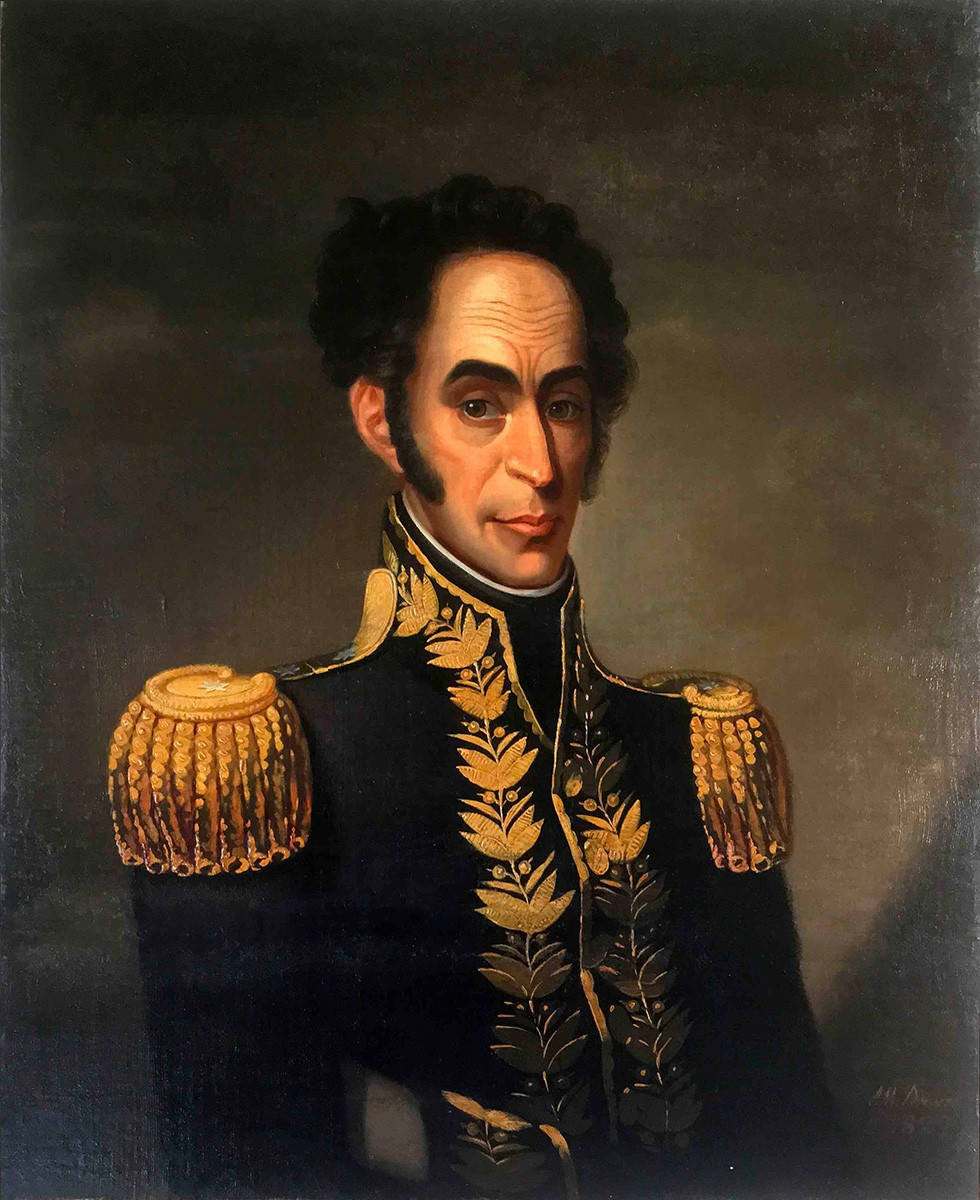
Simón Bolívar de Francis Martin Drexel.

Para el redactor de la Gazeta de Caracas, el realista José Domingo Díaz, Bolívar en su discurso asumió que los patriotas se habían equivocado, llegando a tildarlo como el «primer Rey de Angostura». Según Díaz, en el discurso se reconocía que la democracia y la igualdad eran inviables; y que el pueblo era incapaz de gobernarse por lo que necesitaba de una élite y un gobierno fuerte que garantizara la estabilidad y el progreso.
La preocupación de los sectores liberales con el gobierno de Bolívar fue en aumento e influirían en las ideas separatistas del lado venezolano. Estos sectores apoyaban separación de poderes, el federalismo y la libertad de imprenta por lo que se opusieron a la constitución de la Gran Colombia por considerarla centralista y por no establecer límites fijos al poder ejecutivo y legislativo. De igual forma mostraron su descontento por el creciente militarismo debido a que muchos cargos gubernamentales eran asignadas a militares, algunos de los cuales eran acusados de abuso de poder. El coronel Francis Hall de la Legión Británica llegó a mencionar que el gobierno se iba acercando al despotismo y que los gobernantes se instituían de «poderes extraordinarios» y que se hacía uso de una «Alta Policía peor que diez Inquisiciones» para reprimir.
En 1826 Bolívar en su mensaje al Congreso Constituyente de Bolivia realizaría una propuesta de constitución donde se incluyó la presidencia vitalicia y la vicepresidencia hereditaria, así como la figura de los censores. La propuesta acrecentó la oposición de los sectores liberales que lo veían como un intento de instaurar una tiranía. Ante las críticas Bolívar negó intenciones de imponer una monarquía, aunque en una carta privada a José Antonio Páez en 1826 calificó a su proyecto de constitución como «un término medio entre el federalismo y la monarquía».
Bolívar también se mostró crítico con los liberales. Según Luis Perú de Lacroix en el Diario de Bucaramanga, el Libertador llegó a mencionar que muchos de los representantes de los sectores liberales tenían un discurso de libertad e igualdad, pero que en el fondo solo buscaban conseguir privilegios personales y no beneficiar a la población.

Otra de las principales preocupaciones de la élite conservadora fue su temor a los constantes conflictos raciales y a la instauración de una pardocracia que podría despojar del poder a los blancos. En 1830 en una carta de Bolívar dirigida al general Juan José Flores expresaba:
«Este país caerá infaliblemente en manos de la multitud desenfrenada para después pasar a tiranuelos casi imperceptibles de todos colores y razas».
A medida que iba acumulando fracasos políticos, Bolívar comenzó a mostrarse decepcionado llegando a mencionar que «la independencia es el único bien que hemos adquirido a costa de los demás» reconociendo según su punto de vista que en el pasado colonial existieron buenas cosas y además pidió que se protegiera a la «religión santa que profesamos». En sus últimas escritos y discursos se mostraba cada vez más pesimista. En la misma carta de 1830 al general Flores mencionaba que «la única cosa que se puede hacer en América es emigrar».
A pesar del fracaso político de Bolívar sus ideas tuvieron un profundo impacto. Una parte de la élite opinaba que la guerra de independencia y la difusión de las ideas de igualdad y democracia habían provocado un caos que afectó las bases de la sociedad y estimuló a que las masas excluidas se lanzaran a la conquista de poder político.
Esto forma de pensar se instauró en la mayoría de los políticos e intelectuales y comenzaría a dar forma al pensamiento conservador bolivariano, clasificado como un conservadurismo liberal. Si bien desde los sectores más conservadores se abogaba por una vuelta total a las instituciones coloniales, la mayoría se mostró partidaria de las ciertas ideas liberales, aunque teniendo una visión autoritaria para lograr mantener el orden sobre la anarquía.
Esto se lograría por medio de medidas como moderar las reformas democráticas, la inviabilidad del federalismo, desconfiar de la capacidad del pueblo para gobernarse sin las élites y la necesidad de un gobierno fuerte y en ocasiones represivo para controlar a los caudillos locales y a los estratos más bajos compuestos de llaneros, mestizos y negros.

#### Época republicana
Luego de la disolución de la Gran Colombia comenzó la disputa por el poder entre las oligarquías locales y un sector representado principalmente por los militares que lideraron la guerra de independencia. Dentro de esta disputa se agruparían en dos bandos ideológicos opuestos los conservadores y liberales que se agruparían en partidos políticos del mismo nombre.
 

A pesar de ser grupos que generalmente se encontraban enfrentados, en el plano ideológico y económico solían coincidir. Tras la independencia los partidarios criollos del conservadurismo al aceptar la instauración de una república carecieron de cualquier legitimidad o marco teórico para oponerse a los liberales por lo que debieron seguir a los liberales moderados que habían abandonado las ideas radicales de la Revolución Francesa.

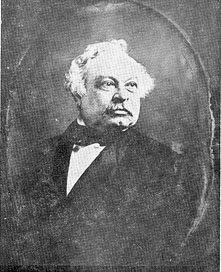
Retrato de José Antonio Páez a mediados del siglo XIX

La separación de Venezuela de la Gran Colombia fue apoyada por José Antonio Páez impulsando un Congreso Constituyente para redactar la Constitución de 1830, posterior a esto Páez se convirtió en el presidente de la recién creada República de Venezuela y luego se conforma el Partido Conservador Durante su régimen los antiguos poseedores de tierras y minas se agruparon en una oligarquía política que usó la figura de Páez como un poder centralizado para lograr mantener el orden socioeconómico tradicional y evitar cualquier tipo de cambio político o social que amenazara sus intereses.
El gobierno de Páez y los siguientes gobiernos conservadores que lo sucedieron pusieron en práctica medidas tanto conservadoras como de corte liberal. En la economía, Páez favoreció tanto el libre mercado como algunas medidas estatistas. En 1834 se aprobó la Ley de Libertad de Contratos de corte liberal que permitió el librecambismo favoreciendo la especulación en beneficio de los sectores tradicionalmente conservadores. Entre 1830 y 1848 durante los gobiernos de corte conservador de Paez, Vargas y Soublette se tomaran medidas liberales como la eliminación del cobro de diezmos, eliminación de los conventos, se garantizó la libertad de cultos y de prensa, y se aprobó una ley de jubilación de empleados públicos.
Mientras que el sector educativo fue uno de los campos de batalla donde se encontró mayor resistencia de los sectores conservadores, principalmente representados en la Iglesia católica del país. En 1838 José María Vargas se encargó de la Dirección General de Instrucción Pública. A pesar de pertenecer al partido conservador, trató de implementar la educación gratuita y obligatoria. Pero estas ideas no prosperaron debido a la falta de apoyo de élite de propietarios, muchos de los cuales tenían una importante influencia en el sistema político.
A pesar de la existencia de cierto consenso entre los conservadores y una parte de los liberales, un grupo de estos últimos consideraba que eran necesarios más cambios. El periodista y político liberal Antonio Leocadio Guzmán era uno de los que apoyaba la reforma agraria, la manumisión de los esclavos y el voto universal directo. Estos sectores también comenzaron a recibir influencias de los movimientos precursores del socialismo y el comunismo en Europa.
La diferencias dentro del Partido Liberal provocó que algunos de sus miembros, cercanos a postura conservadoras, comenzaran a criticar a estos sectores. Uno de ellos fue Juan Vicente González, que a pesar de que se consideraba liberal, fue reconocido como uno de los principales pensadores conservadores en la historia del país.

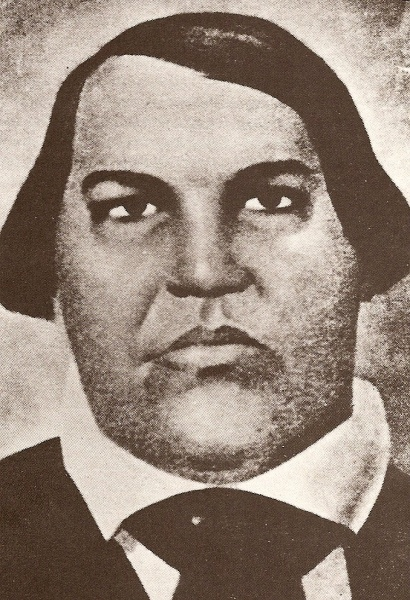
Juan Vicente González

González fue un defensor el providencialismo, tradicionalismo y fue uno de los pocos escritores venezolanos del siglo que defendió la conquista y colonización española. También fue un feroz crítico de Guzmán, calificó a su movimiento como un intento de «revolución social» que atentaba contra los propietarios y la república y que no buscaba mejorar el país, sino destruirlo.
Se mostró partidario de cambios graduales por medio de las instituciones y las autoridades y no por la acción de las masas ni la «fusión violenta de clases y razas» Además mostró su preocupación debido a que pensaba que Guzmán exaltaba los conflictos raciales lo que podría provocar «la muerte segura de un país». Páez se sumó a los ataques contra estos sectores liberales y criticaba a los «demagogos» y a los «apóstoles de la anarquía» que buscaban convencer a las masas de apropiarse de las propiedades de los ricos.
En 1846 estalló la insurrección campesina liderada por Guzmán y caudillos regionales como Ezequiel Zamora, Francisco José Rangel y otros. El movimiento proponía la libertad de los esclavos y entre las consignas de los rebeldes se mencionaba la muerte de los blancos.
Tras el fin de la insurrección y la llegada al poder en 1847 de los liberales en la figura de José Tadeo Monagas comenzaría el declive del Partido Conservador. El Monagato se caracterizó por su abuso de poder aunque pusieron en práctica medidas liberales como la abolición de la esclavitud en 1854.  A pesar de la abolición las tensiones raciales siguieron siendo una de las principales preocupaciones de los sectores conservadores. Durante la Guerra Federal una parte de los conservadores pensaban que un triunfo de los federales, que estaban compuestos en gran número por soldados de color, provocaría un baño de sangre contra los blancos, pero tras el triunfo de los federales este no tuvo lugar.
Para una parte de la historiografía venezolana el triunfo de los federales  significó el comienzo de un periodo de armonía racial. El periodo posterior a la Guerra Federal las personas de color comenzaron a disfrutar de algunos privilegios y derechos por los que habían luchado desde la colonia. Sin embargo, para algunos autores, aunque una parte de la élite tuvo que aceptar compartir el poder político con los no blancos nunca los aceptaron como iguales y este sería uno de los factores que motivarían las políticas de blanqueamiento racial.
Tras la guerra el Partido Conservador profundizaría su decadencia. Pero las ideas conservadoras siguieron teniendo una importante difusión por medio de varios pensadores e intelectuales. Estos se encargaron de difundir el pensamiento de la moral cristiana, la importancia de la familia y valores políticos conservadores. Entre algunos de los que destacaron se encontraban Fermín Toro, Cecilio Acosta, Mariano de Talavera y Garcés, Manuel Antonio Carreño y Pedro José Rojas.
En el plano político los liberales siguieron manteniendo el poder e imponiendo sus reformas. En 1870 el dictador de corte liberal Antonio Guzmán Blanco aprobó el Decreto de Educación Popular, Gratuita y Obligatoria. Dicha medida aunada a su marcado anticlericalismo, que buscaba secularizar a la sociedad, profundizó el conflicto con los sectores conservadores, en especial el poder eclesiástico. Durante el régimen de Guzmán Blanco el culto a la personalidad de Simón Bolívar llegaría a profundizarse y comenzaría un intento para modificar la imagen del Bolívar conservador y transformarlo en un defensor del federalismo y el liberalismo.
Mientras que en el ámbito cultural y educativo la influencia del positivismo provocó que se comenzara a cuestionar las ideas provenientes del tradicionalismo y de la ortodoxia católica. La difusión de estas ideas fue lenta debido a las diversas guerras civiles que azotaron al país durante la mayor parte de este siglo. En 1895 se organizó el Primer Congreso Pedagógico Nacional presidido por Rafael Villavicencio uno de los mayores difusores de las ciencias de la época. En el encuentro se presentaron confrontaciones entre sectores librepensadores que defendían ideas como el naturalismo, evolucionismo, laicismo y la reforma educativa. Mientras que los sectores conservadores defendían el tradicionalismo, el creacionismo y la enseñanza del dogma católico en las escuelas públicas.

### SigloXX

#### Dictadura de Juan Vicente Gómez

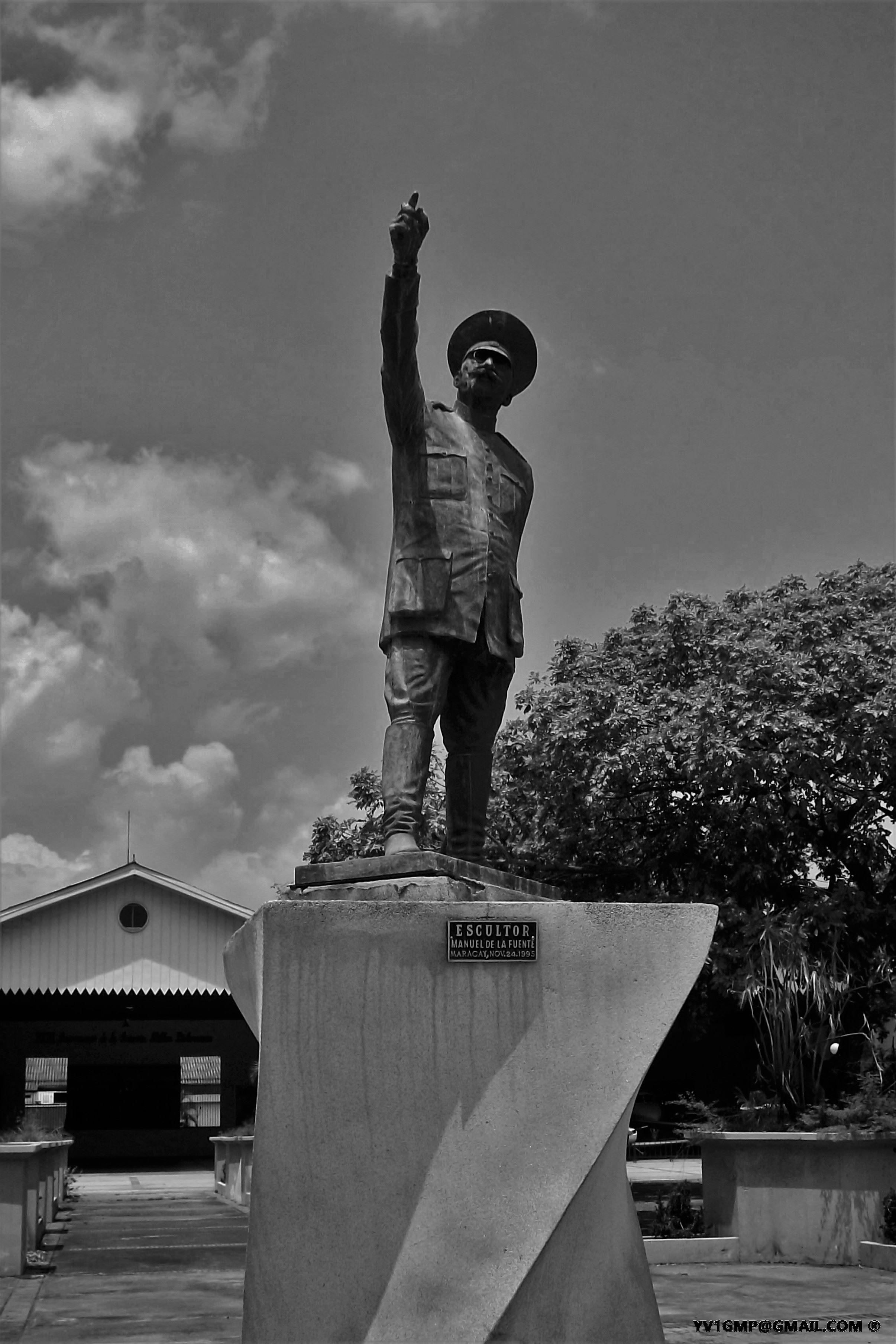
Estatua de Juan Vicente Gómez en Maracay

En 1899 el caudillo Cipriano Castro llegó al poder por medio de la Revolución Liberal Restauradora, aunque es derrocado en 1908 y sustituido por la dictadura de Juan Vicente Gómez. Gómez ejerció el poder de manera autocrática y su gobierno se caracterizó por la formación de una institución militar fuerte, la entrega del control de la industria petrolera a empresas extranjeras y una buena relación con la Iglesia.
La dictadura logró reunir el apoyo tanto de los sectores conservadores como de varios intelectuales liberales. En 1913 durante una entrevista con el New York Herald el dictador atribuía sus éxitos a su forma de asimilar los mejores elementos del Partido Liberal y Conservador, asimilación que el mismo llamó «El Gomecismo».
Muchos intelectuales influenciados por el positivismo vieron en su régimen la posibilidad de instaurar el orden y progreso. Entre uno de estos intelectuales que destacaron se encontraba Laureano Vallenilla Lanz. En su obra Cesarismo Democrático trató de legitimar la dictadura por medio de su tesis del gendarme necesario. Esta idea estaba influenciada tanto por el positivismo como por el pensamiento bolivariano de que debido a las características mestizas de la población era necesario un caudillo que controlara la anarquía y trajera el orden.
Otros intelectuales tanto de pensamiento liberal como conservador bajo la influencia del positivismo y el racismo científico coincidieron en sus puntos de vista de desprecio a la población mestiza y apoyaron la implementación de políticas de blanqueamiento racial con las que pensaban se modernizaría al país. Entre algunos de estos pensadores que destacaron se encontraban José Gil Fortoul, Pedro Manuel Arcaya, Mariano Picón Salas, entre otros.
Por su parte autores como Mario Briceño Iragorry y Rufino Blanco Fombona se mostraron como defensores de la colonización europea y la herencia hispánica y mostraron rechazo a la influencia anglosajona.
Gómez también contó con el apoyo de sectores conservadores y durante su régimen comenzaría a propagarse las ideas fascistas. La dictadura mantuvo cordiales relaciones con el régimen de Mussolini y una parte de la jerarquía de la Iglesia mostró su apoyo al dictador. Desde 1932 en el diario La Religión, vinculado a la Iglesia católica, aparecieron artículos y discursos de Mussolini y otros reconocidos fascistas.
En el ámbito educativo se revocó el Decreto de Educación Popular, Gratuita y Obligatoria aprobado por Guzmán Blanco y el Código de Instrucción Pública del gobierno de Joaquín Crespo de 1897. Estas medidas favorecieron a la élite conservadora que tenía intereses por fomentar la educación privada, aunque algunos sectores de la Iglesia mostraron su rechazo, entre varias razones, por no respetar el «principio de libertad de enseñanza».
A partir de 1928 comenzaron a surgir movimientos civiles de corte democrático que son percibidos por el régimen como liberales que buscaban promover la anarquía por medio de las masas sin control, la destrucción de la Iglesia y la «colectivización» de las mujeres.

#### Postgomecismo
El proceso de desaparición del gomecismo inicia en 1935 con el fallecimiento del dictador, aunque el conservadurismo social seguiría imperando durante el resto de la Hegemonía Andina. Estos gobiernos comenzaron a propiciar cambios en el sistema político, encaminados hacia una apertura democrática, y una mayor presencia estatal en la economía, pero preservando el sistema de propiedad privada de los medios de producción.
En 1940 durante el gobierno de Eleazar López Contreras se aprobó la Ley de Educación que garantizaba la educación gratuita y la participación del Estado en el diseño e implementación de los currículos escolares y en la entrega de títulos y certificados. Esta nueva ley se encontró con una fuerte oposición de sectores conservadores de la sociedad agrupados en la Iglesia católica que exigían la «libertad de enseñanza» plena. Incluso existieron litigios que llegaron a ser desestimados por la justicia.

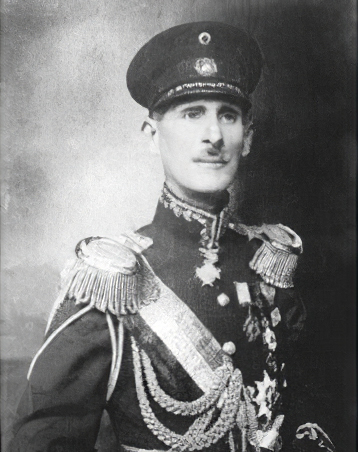
Eleazar López Contreras

A pesar de esta oposición de algunos sectores conservadores, López Contreras fue visto como un continuador del gomecismo, profundamente crítico con el comunismo y que trató de usar el culto a Bolívar para «regenerar» a la sociedad y combatir el contagio de «ideas extrañas».
Desde la década de 1940 se presentaron enfrentamientos políticos, en ocasiones violentos, entre militantes del partido Acción Democrática y jóvenes pertenecientes a corrientes conservadoras en Caracas. Uno de los partidos que atrajo el apoyo de estos sectores conservadores fue Copei que se identificaba como anticomunista y estuvo influenciado por el falangismo. El partido tuvo la simpatía de parte de la élite económica y de la jerarquía de la Iglesia católica y algunos de sus miembros se mostraron favorables a la dictadura de López Contreras como Pedro José Lara Peña.
Durante este periodo sectores de la élite e intelectuales conservadores siguieron en sus esfuerzos por tratar de «blanquear» al país atrayendo a migrantes europeos y rechazando a los asiáticos y negros. Muchas de estas ideas eran expuestas en el periódico de corte conservador Ahora. En una de sus ediciones trajo un artículo del director del Instituto Técnico de Inmigración y Colonización, Héctor Maldonado, donde mencionaba su rechazo a la inmigración de personas de color y su preferencia por personas de razas «civilizadas».
El gobierno de López contreras fue sucedido por el gobierno de Isaías Medina Angarita de corte liberal, donde se ampliaron las libertades políticas y se dio una mejora en la economía nacional debido, en parte, a la participación del Estado en el manejo de la industria petrolera. Sin embargo, este fue derrocado el 18 de octubre de 1945 y sustituido por una junta de gobierno vinculada al partido Acción Democrática y parte del sector militar dando fin al periodo postgomecista e iniciando el Trienio Adeco.
Durante este nuevo gobierno se implementaron una serie de reformas políticas y sociales drásticas que no fueron bien vistas por sectores conservadores. Entre algunas de las medidas que se trataron de implementar se encontraba la apertura democrática, la reforma agraria y la concesión de nuevos derechos a los trabajadores y sindicatos.
El nuevo gobierno también se caracterizó por una postura anticlerical y trató de poner en práctica una reforma educativa bajo la consigna del Estado Docente que buscaba la democratización del acceso a la educación, el laicismo y la participación del Estado.
Esto provocó el rechazo de la Iglesia debido a que muchos colegios privados estaban en manos de congregaciones católicas. Las críticas de la Iglesia iban en aumento llegando a tildar a los adecos de marxistas y ateos. Finalmente en 1948 se produjo un golpe de Estado que fue apoyado por los sectores conservadores tradicionales, incluidos parte de la jerarquía eclesiástica y miembros de Copei.

#### Dictadura de Marcos Pérez Jiménez
Tras el golpe se instaló una junta militar que se declaró defensora de los valores cristianos y anticomunistas. La junta contó con el apoyo de la Iglesia y algunos miembros de Copei ofrecieron su colaboración a los militares.
Uno de los principales movimientos del régimen fue la derogación de la Ley de Educación de 1948, siendo sustituida por el Estatuto Provisional de Educación favorable a los intereses de los sectores empresariales y de Iglesia Católica.
Si bien Copei se mostró en un principio favorable al nuevo régimen la postura de algunos de sus dirigentes fue cambiando. Este cambio se vería influenciado por el encarcelamiento de algunos de sus miembros y el asesinato de partidarios de Acción Democrática. Tras el evidente fraude cometido en las elecciones a la Asamblea Nacional de 1952 algunos dirigentes de Copei criticaron abiertamente a la dictadura, llevando a que los miembros del partido cercanos a la extrema derecha abandonaran la organización.
Una vez instaurada la dictadura de Marcos Pérez Jiménez esta contó con el apoyo de los sectores más conservadores de la sociedad, la Iglesia y las Fuerzas Armadas. En el plano ideológico la dictadura se caracterizó por su marcado militarismo y anticomunismo. Si bien el foco ideológico del gobierno perezjimenista se centró en el nacionalismo, este en lo social y cultural sostuvo un conservadurismo social, mientras que en lo económico hizo especial énfasis en el desarrollo de la industria nacional.

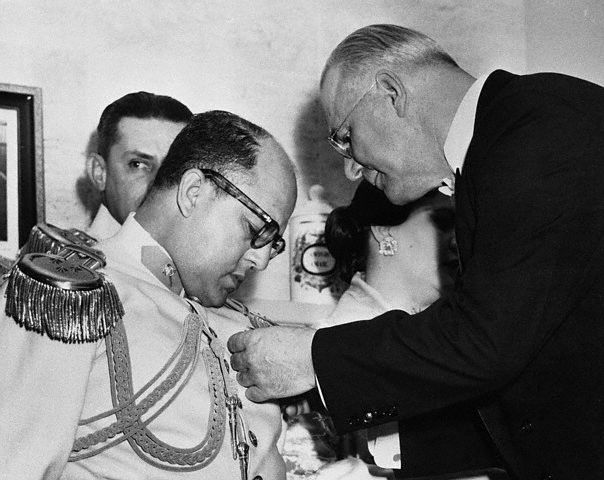
Fotografía del dictador Marcos Pérez Jiménez recibiendo reconocimiento del Gobierno estadounidense.

El dictador junto con Laureano Vallenilla Planchart desarrollaron el Nuevo Ideal Nacional, la ideología oficial que estaba inspirada en las ideas del Cesarismo Democrático de Laureano Vallenilla Lanz. Esta abogaba por el control de un caudillo sobre la masa mestiza y la supremacía militar para lograr establecer el orden y progreso.
Se trató de lograr la modernización de la nación apelando al desarrollo de la infraestructura y la industrialización, fomentando la inversión extranjera pero también promoviendo el proteccionismo y la participación estatal. La construcción de grandes obras públicas, principalmente en Caracas, se logró favoreciendo un entorno desregularizado y con una fuerte represión para controlar huelgas y protestas.
Muchos empresarios nacionales y extranjeros se vieron beneficiados por la corrupción y una parte de los ingresos de la industria petrolera iban a parar a los allegados del régimen. La Iglesia también disfrutó de beneficios, se estableció el estudio de la religión en las escuelas y se creó la Universidad Católica. Aunque algunos sectores de la misma criticaron a la dictadura.
En el ámbito cultural se abogaba por la promoción del folclor, el culto a los héroes y el pasado. El régimen también prosiguió con las políticas de blanqueamiento racial, favoreciendo la inmigración europea. El Ministerio del Trabajo e Inmigración aplicó medidas selectivas para favorecer la migración de trabajadores españoles católicos y nacionalistas.
La dictadura mostró su simpatía con otros gobiernos de carácter conservador de derechas. Llegó a colaborar y recibir apoyo del franquismo e incluso condecoró con la Orden del Libertador a varios funcionarios franquistas. Una vez derrocado, Pérez Jiménez se exilió en Madrid relacionándose con la élite española y desde su exilio hizo intentos para volver a la política venezolana.
Para el historiador Germán Carrera Damas los regímenes militares de la primera mitad del siglo XX encontraron legitimidad en las ideas bolivarianas contrarias a la democracia, al liberalismo federalista y su deseo de un gobierno fuerte. Estas ideas fueron plenamente asimiladas por los sectores militares y difundidas por medio del culto a Bolívar.

#### Bipartidismo
Tras el retorno de la democracia los movimientos conservadores comenzaron a perder influencia política. Aunque Acción Democrática fue acusada por algunos sectores de la izquierda de ser un partido de derecha debido a las violaciones de los derechos humanos cometidas durante el combate contra grupos guerrilleros, su postura anticomunista y los vínculos cercanos de algunos dirigentes del partido con líderes empresariales. Sin embargo, el partido en general fue considerado ideológicamente de centroizquierda promotor de políticas estatistas, de nacionalización y que logró atraer el apoyo de la mayoría de los sindicatos y dirigentes obreros. Por su parte Copei siguió siendo percibido como un partido de derecha que se identificaba con la democracia cristiana aunque durante el primer gobierno de Rafael Caldera asumió posturas moderadas y estatistas.
Según algunos autores ambos partidos llegaron a acuerdos para implementar medidas pragmáticas en beneficio nacional. El Pacto de Puntofijo representó un consenso político que buscaba la modernización por medio de la riqueza petrolera e implementando las ideas propias del keynesianismo para lograr un Estado del bienestar. Entre las décadas de 1960 y 1980 se implementaron medidas que favorecieron el desarrollo económico impulsado por el Estado y se implementaron políticas que promovieron cierto grado de movilidad social.
Este acuerdo también otorgó a los sectores tradicionalmente conservadores que habían apoyado a los regímenes dictatoriales representación en el gobierno tanto por medios formales como informales.  En 1964 durante el segundo gobierno de Rómulo Betancourt se eliminó la Ley de Patronato Eclesiástico vigente desde 1824 y que permitía al Estado tener control sobre algunas actividades de la Iglesia. La eliminación de la ley fue recibida con beneplácito desde sectores de la jerarquía eclesiástica y además el Estado apoyó proyectos educativos promovidos por la Iglesia en zonas de escasos recursos.
Mientras que la lucha contra los grupos guerrilleros llevada a cabo por Fuerzas Armadas fue legitimada y a la institución se le otorgó un poder de veto no oficial en asuntos relacionados con el presupuesto y organización militar, y en casos de disputas territoriales. En cuanto al sector empresarial, en la constitución de 1961 se le permitió a las organizaciones sindicales, empresariales y de la sociedad civil, como la Confederación de Trabajadores de Venezuela (CTV) y la Federación de Cámaras de Comercio y Producción (Fedecamaras), tener influencia en asuntos de materia económica y se fomentaron políticas proteccionistas como subsidios y bajas tasas impositivas.
Con el paso de los años y la influencia que iban ganando algunos grupos económicos en los sucesivos gobiernos se comenzó a mencionar que el Estado estaba tomando rasgos corporativista. Esto fue especialmente evidente durante el primer gobierno de Carlos Andrés Pérez donde un grupo de empresarios conocidos como Los Doce Apóstoles llegó a tener fuertes vínculos con el gobierno.
A pesar de la supremacía de Acción Democática y Copei, los partidos conservadores, ultraconservadores y de extrema derecha no llegaron a desaparecer, pero su influencia política fue mínima, salvo aquellos que se impulsaban bajo la figura de políticos reconocidos.
 

En las elecciones generales de Venezuela de 1963 el Frente Nacional Democrático (FND) vinculado a empresarios y exfuncionarios del gobierno de Medina Angarita, entre los que destacaría Arturo Uslar Pietri, obtuvo un apoyo considerable. Mientras que en las elecciones generales de 1968 el partido Cruzada Cívica Nacionalista liderado por el derrocado dictador Pérez Jiménez logró atraer una parte importante del electorado. 

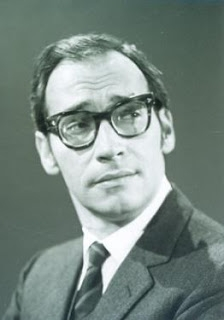
Renny Ottolina en 1953.

Otra de las figuras del conservadurismo fue el presentador de televisión y empresario Reinaldo Ottolina quien mantenía posturas críticas hacía la clase política por la corrupción, sus políticas migratorias permisivas y la falta de seguridad. Ottolina decidió participar en las elecciones presidenciales de 1978 como candidato del partido Movimiento de Integridad Nacional pero su participación se vio truncada por su muerte en un accidente de avión.
Con el paso de los años surgieron nuevos partidos conservadores y de extrema derecha, algunos de los cuales hacían apología a las dictaduras de la primera parte del siglo XX, pero no alcanzaron mayor relevancia. Entre alguno de estos partidos se encontraban el Movimiento de Acción Nacional fundado por Germán Borregales, Opinión Nacional y Nueva Generación Democrática.
Desde la década de 1980 comenzó a formarse una nueva corriente de conservadores moderados que si bien mantenía algunas posturas socialmente conservadoras aceptaron los ideales liberales como el sufragio universal, la democracia representativa, el constitucionalismo, el respeto a las libertades políticas y a los derechos humanos.
Estas nuevas corrientes conservadoras se mostraron profundamente críticas con el sistema gobernante debido al aumento de la corrupción, el rentismo petrolero, el clientelismo y el declive económico que tendría lugar desde la década 1980 y que llevaría a una fuerte devaluación del Bolívar conocida como el Viernes Negro y la instauración del Régimen de Cambios Diferenciales (RECADI). Para estos nuevos movimientos conservadores las soluciones a estos problemas pasaban por poner en práctica medidas económicas neoliberales por medio de la reducción del Estado y la implementación de privatizaciones de empresas públicas.

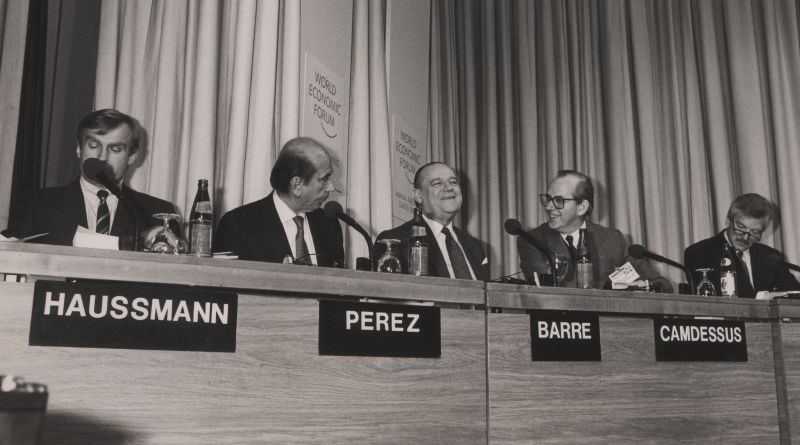
Carlos Andrés Pérez, en la reunión anual del Foro Económico Mundial en 1989

Estas críticas provenían de algunos dirigentes políticos, sectores académicos y think tanks como el Centro de Divulgación del Conocimiento Económico para la Libertad (CEDICE Libertad) y el Instituto de Estudios Superiores de Administración (IESA). Este último tendría una importante influencia en el segundo gobierno de Carlos Andrés Pérez por medio de los conocidos como IESA boys que diseñarían un programa de shock económico denominada El Gran Viraje. Entre algunos de los funcionarios que diseñaron el plan se encontraban Miguel Rodríguez, Moisés Naím, Ricardo Hausmann, Gerver Torres, entre otros.
La aplicación de las medidas en 1989 generaron un amplio rechazo popular que se convertirían en manifestaciones y saqueos conocidas como el Caracazo y que fueron reprimidas provocando centenares de muertos. Tras el Caracazo el país entró en una crisis política y social que degeneró en dos intentos de golpe de Estado en 1992.  La crisis también afectó la legitimidad de los partidos tradicionales. Para las elecciones de 1993 Acción Democrática y Copei presentaron candidatos que defendían propuestas neoliberales, pero las elecciones fueron ganadas por Rafael Caldera, quien se presentó apoyado por una coalición de partidos de diversas corrientes.
Durante el segundo gobierno de Caldera en 1996 nuevamente se puso en práctica un nuevo programa de corte neoliberal denominado Agenda Venezuela ideado por Teodoro Petkoff. Estas medidas eran menos drásticas en comparación con el programa del gobierno de Pérez. Un año después de su implementación se generó un aumento de huelgas y protestas que influyeron en la interrupción de las medidas económicas.
Para algunos autores la crisis y la decadencia de los partidos tradicionales instaló en parte de la población el deseo de un líder fuerte que lograra castigar a los corruptos y restaurar la bonanza del pasado. El descontento popular con la clase política tradicional promovió el ascenso de movimientos radicales, antisistema y populistas. Esto fue capitalizado por el outsider Hugo Chávez quien logró reunir el apoyo de la izquierda marxista así como de sectores nacionalistas y perezjimenistas de derecha.

### SigloXXI
Con la llegada al poder de Hugo Chávez nuevamente se hace énfasis en la participación del Estado en la economía y se mantiene una postura crítica con sectores que defienden el neoliberalismo. El chavismo logró reunir el apoyo de grupos del socialismo autocrático y el militarismo profundamente adversos a la democracia liberal. Uno de los principales asesores de Chávez en sus inicios fue el ideólogo argentino Norberto Ceresole de tendencias fascistas.
El chavismo a pesar de que se identificaba con la izquierda tomó como ideología oficial el bolivarianismo que generalmente había servido de inspiración en el país para regímenes de derecha. Para el historiador Germán Carrera Damas desde mediados del siglo XX intelectuales y dirigentes guerrilleros trataron de reinterpretar o tergiversar las ideas Bolívar para relacionarlo con el socialismo. Uno de los mayores problemas que encontraron fue armonizar las ideas de Bolívar con las del filósofo alemán Karl Marx que en uno de sus escritos realizó una feroz crítica del militar venezolano.
En los primeros años del gobierno de Chávez se despertó un profundo rechazo de sectores tradicionalmente conservadores como un sector de las Fuerzas Armadas, la Iglesia y grupos empresariales. Algunos de estos sectores abogaban por la defensa de la familia, la religión y las privatizaciones de empresas públicas. En el año 2002 tuvo lugar un golpe de Estado que contó con la participación de sectores militares, la jerarquía de la Iglesia y de fedecamaras.
Tras el golpe Chávez se radicalizó aún más y comenzaría a calificar a todos sus opositores como oligarcas y ultraderechistas. Durante la XVII Cumbre Iberoamericana Chávez acusó al presidente conservador español José María Aznar de ser un fascista, lo que provocó la respuesta del rey de España, Juan Carlos I, con su famoso ¿Por qué no te callas?.
Con el paso de los años si bien existieron algunos sectores conservadores que apelaban a estrategias maximalistas para salir del chavismo por cualquier medio, la mayoría de la oposición se agrupó en coaliciones que incluían partidos desde la derecha a la centroizquierda y apelaban a un discurso centrista y salida democrática. Entre algunas de las coaliciones que se formaron estaban la Coordinadora Democrática (CD), Mesa de la Unidad Democrática (MUD) y la Plataforma Unitaria. También surgieron nuevos partidos de tendencias conservadoras, ultraconservadoras y de extrema derecha, pero no lograron mayor transcendencia. Entre algunos de estos partidos se encontraban Movimiento Democrático Liberal, Orden y Rumbo Libertad.
En el ámbito social, en parte de la población se mantuvieron posturas sexistas y homofóbicas. Algunos autores han considerado que en parte de la sociedad venezolana existen valores conservadores fuertemente arraigados. La mayoría de la población se considera católica y la Iglesia es una de las instituciones más respetadas del país. Aunque con el paso de los años la Iglesia católica fue perdiendo influencia en algunos sectores populares que comenzaron a vincularse con las iglesias evangélicas.
Tras la muerte de Chávez y la llegada al poder de Nicolás Maduro en sus primeros años mantuvo una continuidad en las políticas estatistas y su discurso de considerar a toda la oposición como de extrema derecha. Incluso en la Ley contra el Fascismo en su artículo 4 incluía al conservadurismo moral y el neoliberalismo como rasgos comunes del fascismo.
A pesar del discurso izquierdista de Maduro algunos autores han coincidido en que su régimen dio un giro hacia la derecha y el conservadurismo. La aplicación de sanciones internacionales a empresas públicas y la crisis económica generada durante el gobierno de Chávez debido a los altos niveles de corrupción y el clientelismo llevó a que Maduro pusiera en práctica un capitalismo autoritario con medidas neoliberales.
Desde 2016 se pusieron en práctica medidas como la privatización de empresas públicas, la dolarización de facto de la economía, la eliminación de aranceles y controles sanitarios para muchos productos importados. También se aprobó la Ley Antibloqueo y la creación del Arco Minero del Orinoco y de Zonas Económicas Especiales que favorecían un marco regulatorio permisivo para atraer inversión extrajera.

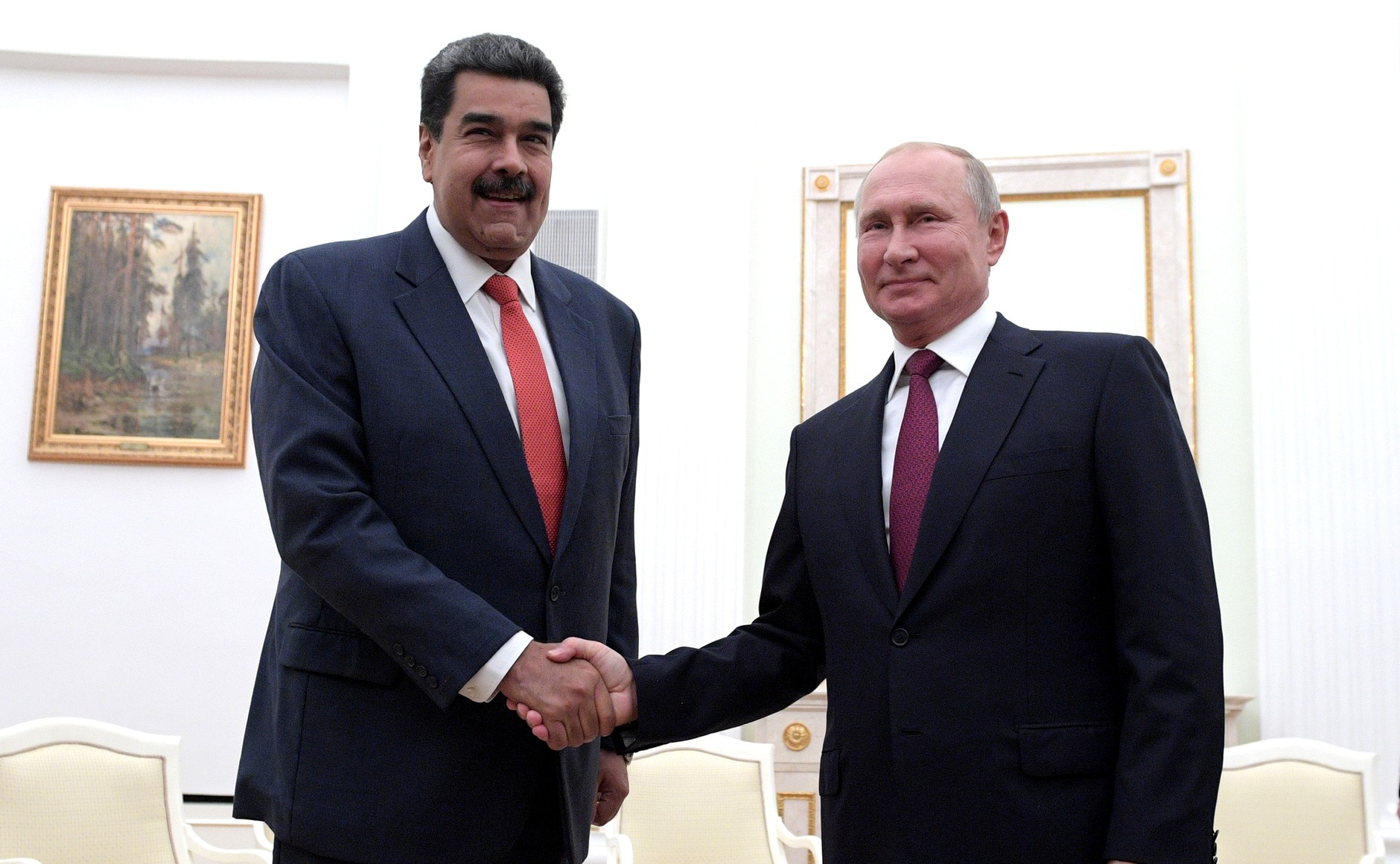
Nicolás Maduro y Vladímir Putin. Uno de los principales aliados de Maduro ha sido el político ruso de tendencias conservadoras.

A la par de la aprobación de estas medidas se fue formando una nueva élite económica bien conectada con funcionarios gubernamentales, provocando la aparición empresas importadoras y tiendas con productos de lujo de difícil acceso para la mayoría de la población.
En 2018 la Organización Internacional del Trabajo (OIT) en un informe mencionó como los trabajadores y líderes sindicales eran sometidos a exclusión, persecución, encarcelamiento, agresiones y asesinatos. Incluso partidos de izquierda como el Partido Comunista de Venezuela y la Alternativa Popular Revolucionaria (APR) denunciaron el giro neoliberal de Maduro denunciando también el aumento de la corrupción, la represión y el empeoramiento de las condiciones de vida de los trabajadores.
El gobierno también asumió políticas socialmente conservadoras. Buscó atraer el apoyo de movimientos evangélicos por medio de la financiación pública a varios grupos e incluso el hijo de Maduro, Nicolás Maduro Guerra, fue nombrado como Vicepresidente de Asuntos Religiosos del Partido Socialista Unido de Venezuela. En materia de derechos de personas de la comunidad sexo diversa existieron pocos avances y se mantuvo la prohibición del aborto salvo en casos específicos.
También se asumieron políticas típicas de mano dura contra el crimen. En el discurso oficial se hizo menos énfasis en las causas estructurales del crimen, poniendo mayor peso en la moral o las conductas individuales. Se implementaron medidas como la militarización de barrios pobres que provocaron un aumento de asesinatos extrajudiciales ocurridos en estas operaciones, como en la Operación Liberación del Pueblo.
Tras el aumento de la represión política y las violaciones a los derechos humanos por parte del gobierno, la cooptación de un sector de la oposición, las divisiones internas y la incapacidad para deponer a Maduro, los sectores más a la derecha de la oposición comenzaron a tomar mayor fuerza. Algunos dirigentes, como María Corina Machado y Leopoldo López, dejaron de lado el discurso centrista y se identificaron más abiertamente a la derecha promoviendo políticas neoliberales e incluso desde algunos de estos sectores se llamó a una invasión militar extranjera.
Este giro en la oposición pudo tener influencia el auge de movimientos populistas de derecha y conservadores alrededor del mundo. Varios dirigentes de una parte de la oposición comenzaron a relacionarse y colaborar con figuras como Donald Trump, Jair Bolsonaro, Javier Milei, Nayib Bukele, Álvaro Uribe, Keiko Fujimori, Santiago Abascal y José Antonio Kast.
La falta de soluciones políticas y el empeoramiento de la crisis provocó la migración de millones de personas. Una parte de esta migración fue caracterizada como socialmente conservadora, por lo que se mostraron simpatizantes en sus países receptores de movimientos políticos de derecha que criticaban al chavismo. Para algunos autores, este apoyo pudo ser contraproducente debido a que muchos de estos sectores conservadores instrumentalizaron a los migrantes y promovían posturas opuestas a la inmigración. Como fue el caso de Donald Trump que logró reunir la simpatía y apoyo de parte de los migrantes venezolanos pero luego de ganar las elecciones comenzó a implementar deportaciones masivas.